# Andrea Orcagna

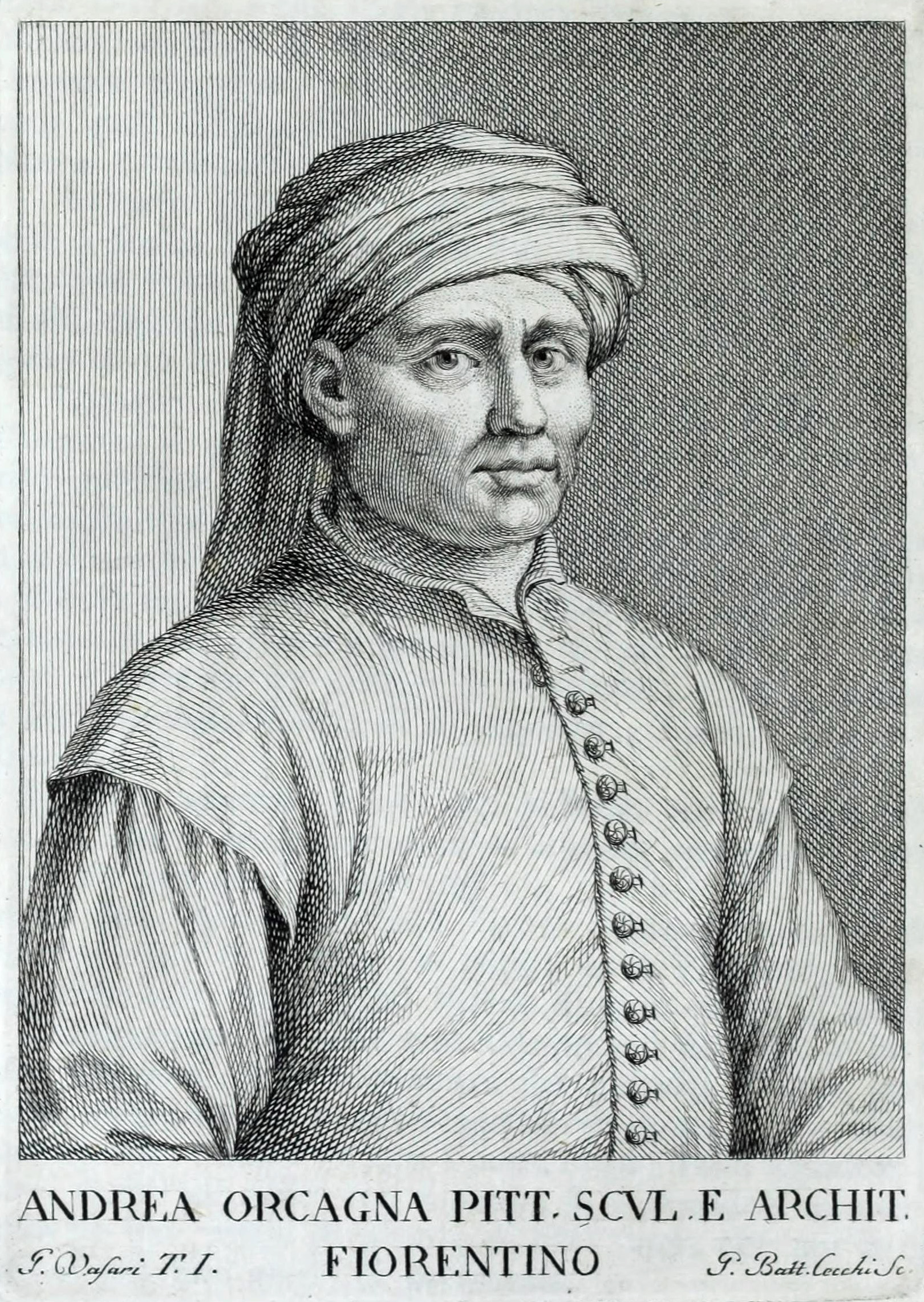
Andrea Orcagna

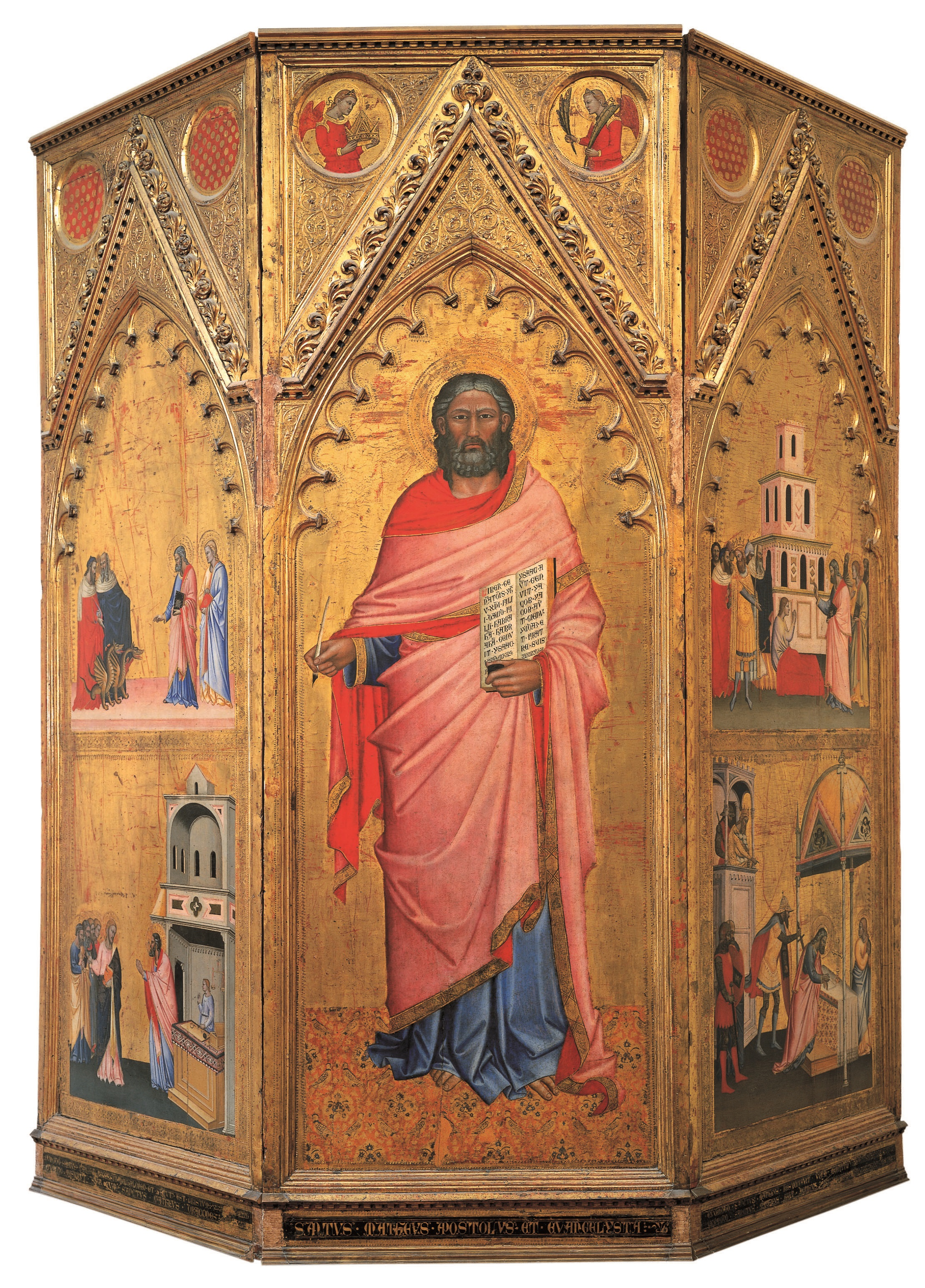
Andrea Orcagna - Matteusaltaret (ca 1367). Uffizierna, Florens.

Andrea Orcagna egentligen Andrea di Cione Arcangelo, född cirka 1308 i Florens, död 1368 i Florens, var en florentinsk målare, skulptör och arkitekt. Han studerade för Andrea Pisano och Giotto di Bondone.

## Biografi
Andrea Orcana omtalas ett par gånger före 1300-talets mitt första gången, men hans egentliga verksamhet infaller efter denna tid. På 1350- och 1360-talen var han medarbetare vid uppförandet av domen i Florens. Han var även sysselsatt Loggia dei Lanzi samt vid domen i Orvieto. Särskilt syns Andrea Orcagna ha varit verksam med golvsmyckning i mosaik. Som skulptör har hans namn blivit känt genom det stora tabernaklet i Or San Michele, Florens (utfört 1348–1359), som upptar de 12 apostlarna i friskulptur samt reliefer, dels 8 med scener ur Maria levnad, dels 14 med dygderna. Särskilt i reliefkompositionen med fri måleriks hållning visar sig Andrea Orcana stå på höjdpunkten av sin tid och förbereda den kommande utvecklingen. Slutligen var han även en framstående målare, såsom i altarverket i Strozzikapellet i Santa Maria Novella i Florens.
Andrea Orcagnas bror Nardo i Cione (känd från 1340-talet, död 1366) är sannolikt mästare till de stora fresker i nyssnämnda kapell vilka efter Dante framställer Yttersta domen, Paradiset och Helvetet. Ytterligare en bror, Jacopo di Cione, troligen den yngste (omtalad 1365–1398) har haft betydelsen att föra Andrea Orcagnas konst, särskilt måleriet fram till 1300-talets slut. Av hans i urkunderna omtalade många bilder finns flera kvar i och utom Italien. Åt sin bror Andrea fullborade han ett för Or San Michele beställt Matteusaltare (nu i Uffizierna).